# Mordella testaceiceps
Mordella testaceiceps es una especie de coleóptero de la familia Mordellidae.

## Distribución geográfica
Habita en Balábac (Filipinas).